# Palaemonella tenuipes
Palaemonella tenuipes är en kräftdjursart som beskrevs av James Dwight Dana 1852. Palaemonella tenuipes ingår i släktet Palaemonella och familjen Palaemonidae. Inga underarter finns listade i Catalogue of Life.